# Les Yeux noirs (chanson russe)
Pour les articles homonymes, voir Les Yeux noirs.
Ne doit pas être confondu avec Tes yeux noirs.
Les Yeux noirs (en russe : Очи чёрные, Otchi tchornye) est une célèbre romance traditionnelle populaire tzigane russe du XIXe siècle, et un standard de jazz manouche.

## Histoire
Les paroles sont écrites en 1843 par le poète écrivain romantique ukrainien Yevhen Hrebinka (1812-1848), dédiées à sa première épouse Maria Vassilievna. Le poème a été publié pour la première fois dans la gazette littéraire russe Literatournaïa gazeta le 17 janvier 1843. La musique très émouvante, pleine d’allégresse, de joie, de mélancolie, et de nostalgie, est inspirée d’une valse du compositeur russe-allemand Florian Hermann, avec des arrangements de Sergueï Gerdel, publiée le 7 mars 1884, dont les partitions originales ont été perdues. 
Le chanteur d'opéra et acteur russe Fédor Chaliapine (1873-1938) popularise la chanson à l'étranger avec sa propre version. La version musicale la plus célèbre de cette chanson a été écrite par Adalgiso Ferraris, et publiée, lorsqu'il était encore en Russie après 1910, avec l'éditeur allemand Otto Kuhl. Puis Ferraris l'a publiée à nouveau aux Éditions Salabert à Paris, sous le titre Tes yeux noirs (impression russe) avec Jacques Liber, en Angleterre, le 9 octobre 1931. Un ancien exemple de la musique de Ferraris est enregistré dans les archives Pathé, en 1932, par le violoniste Albert Sandler.

### Paroles

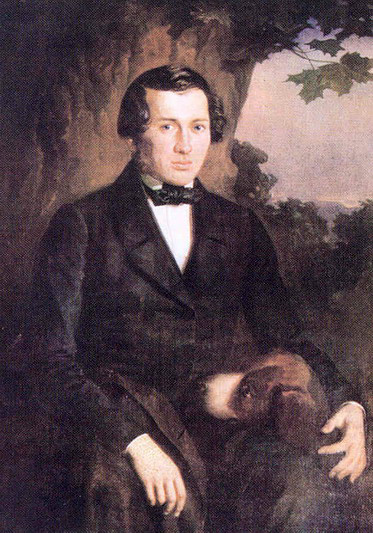
Le poète ukrainien Yevhen Hrebinka (1812-1848)

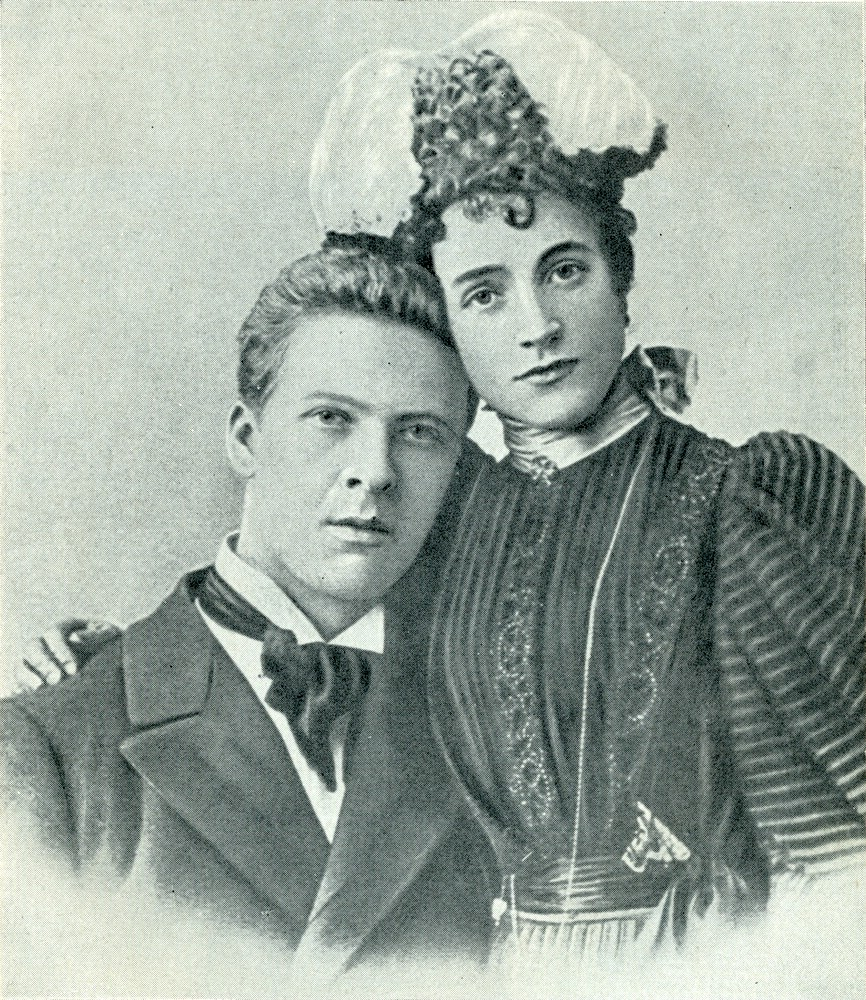
Le chanteur d'opéra russe Fédor Chaliapine (1873-1938), et son épouse Pola Tornagi

« 
Очи чëрные, очи жгучие!
Очи страстные и прекрасные!
Как люблю я вас! Как боюсь я вас!
Знать, увидел вас я в недобрый час!
Ох, недаром вы глубины темней!
Вижу траур в вас по душе моей,
Вижу пламя в вас я победное:
Сожжено на нем сердце бедное.
Но не грустен я, не печален я,
Утешительна мне судьба моя:
Все, что лучшего в жизни бог дал нам,
В жертву отдал я огневым глазам! »
« 
Des yeux noirs, des yeux pleins de passion !
Des yeux ravageurs et sublimes !
Comme je vous aime, comme j'ai peur de vous !
Je sais, je vous ai vus, pas au bon moment !
Oh, non sans raison vous êtes plus sombres que les ténèbres !
Je vois de la peine en vous pour mon âme,
Je vois une flamme victorieuse en vous
De laquelle brûle mon pauvre cœur.
Mais non je ne suis pas triste, il n'y a pas de chagrin
Mon destin me réconforte.
Le meilleur que Dieu nous a donné dans la vie,
Je l'ai sacrifié pour ces yeux de feu ! »
Traduction littéraire
Oh ! les beaux yeux noirs, les yeux merveilleux
Les yeux séducteurs étincelant de feu
Comme je vous crains, comme je vous aime
J’ai dû vous croiser un jour de déveine
Vous êtes aussi noirs que le ciel de nuit
Et j’y vois déjà le deuil de ma vie
Et j’y vois encore un brasier vainqueur
Dans les flammes brûle et se meurt mon cœur
Et pourtant je trouve dans mon triste sort
Non pas du chagrin, mais du réconfort :
Le meilleur de ce que Dieu m'avait donné
À ces yeux de braise je l’ai sacrifié
(Traductrice : Marina Lushchenko, 2013)

## Quelques interprètes

### Vocale
- Fédor Chaliapine
- Frank Sinatra
- Chœurs de l'Armée rouge
- Patricia Kaas et chœur du ministère de l'Intérieur (Russie) (en russe)
- Louis Armstrong (en russe)
- Ivan Rebroff
- The Barry Sisters
- Nikolaï Slitchenko
- Piotr Lechtchenko chante une version tango Czornyie glaza arrangée par Oscar Strok[5]
- Pomplamoose et The Vignes Rooftop Revival (en français)
- Placido Domingo, au cours du concert des Trois Ténors de Rome en 1990
- Dmitri Khvorostovski

### Instrumentale
En version instrumentale, Les Yeux Noirs est également devenu un standard du Jazz manouche avec les versions de Django Reinhardt ; il a été notamment joué par Biréli Lagrène, le Rosenberg trio, ou encore Thomas Dutronc. Art Tatum en a également donné une version en trio (Dark Eyes).

## Au cinéma
- 1940 : Rendez-vous  d'Ernst Lubitsch : la musique de la boîte à cigarettes, ainsi que l'air joué dans le café lors de la première rencontre de Klara Novak et Alfred Kralik.
- 1987 :  Les Yeux noirs de Nikita Mikhalkov
- 2005 : Lord of War d'Andrew Niccol : l'air passé dans la scène au restaurant quand Yuri (Nicolas Cage) rencontre son concurrent Simeon (Ian Holm)
- 2007 : Les Promesses de l'ombre de David Cronenberg
- 2010 : Les Émotifs anonymes de Jean-Pierre Améris ; chanson interprétée par Benoît Poelvoorde

## Jeu-vidéo
- 2002 : Syberia conçu par Benoît Sokal et développé par Microids[réf. souhaitée]

## Source et références
- (en) Cet article est partiellement ou en totalité issu de l’article de Wikipédia en anglais intitulé « Dark Eyes (song) » (voir la liste des auteurs).

1. ↑  Schwarze Augen, Adalgiso Ferraris OCLC World Cat
2. ↑  Ferraris, A UniCat
3. ↑  Catalog of Copyright Entries: Musical compositions Google livres
4. ↑  Albert Sandler - The Celebrated Violinist 1932 britishpathe.com
5. ↑  (en)Gal Beckerman, When They Come for Us, We'll Be Gone: The Epic Struggle to Save Soviet Jewry, Houghton Mifflin Harcourt, 2010 (ISBN 9780547504438, lire en ligne)